# Filip Šlesvicko-Holštýnsko-Sonderbursko-Glücksburský
Filip Šlesvicko-Holštýnsko-Sonderbursko-Glücksburský (15. března 1584 – 27. září 1663, Glücksburg) byl od roku 1622 prvním šlesvicko-holštýnsko-sonderbursko-glücksburským vévodou.

## Život
Narodil se 15. března 1584 třináctý potomek a sedmý syn vévody Jana II. Šlesvicko-Holštýnsko-Sonderburského a jeho první manželky Alžběty Brunšvicko-Grubenhagenské. V roce 1622, kdy vévoda Jan zemřel, nechal ve své závěti vévodství rozdělit mezi svých pět přeživších synů. Nejmladší Filip obdržel nejmenší podíl v okolí města Glücksburg. Během svého života pracoval na rozšíření svého majetku a skupoval mnohá panství.
Zemřel 27. září 1663 ve věku 79 let a byl pohřben do krypty zámeckého kostela v Glücksburgu po boku své manželky.

## Manželství a potomci
Oženil se 23. května 1624 s Žofií Hedvikou Sasko-Lauenburskou (1601–1660), nejmladší dcerou vévody Františka II. Měli spolu čtrnáct dětí, pět z nich však zemřelo v dětství.
- 1. Jan Šlesvicko-Holštýnsko-Sonderbursko-Glücksburský (23. 7. 1625 Glücksburg – 4. 12. 1640 Kolding)[2]
- 2. František Šlesvicko-Holštýnsko-Sonderbursko-Glücksburský (20. 8. 1626 Glücksburg – 3. 8. 1651 Angers), svobodný a bezdětný[3][4]
- 3. Kristián Šlesvicko-Holštýnsko-Sonderbursko-Glücksburský (19. 6. 1627 Glücksburg – 17. 11. 1698 tamtéž), vévoda šlesvicko-holštýnsko-sonderbursko-glücksburský od roku 1663 až do své smrti[5][6][7]
I. ⚭ 1663 Sibyla Uršula Brunšvicko-Lüneburská (4. 2. 1629 Hitzacker – 12. 12. 1671 Glücksburg)[8]
II. ⚭ 1672 Anežka Hedvika Šlesvicko-Holštýnsko-Sonderbursko-Plönská (29. 9. 1640 Plön – 20. 11. 1698 Glücksburg)[9][10]
- 4. Marie Alžběta Šlesvicko-Holštýnsko-Sonderbursko-Glücksburská (26. 8. 1628 Glücksburg – 27. 5. 1664 Kulmbach)[11][12]
⚭ 1651 Jiří Albrecht Braniborsko-Bayreuthský (20. 3. 1619 Bayreuth – 27. 9. 1666 tamtéž)[13]
- 5. Karel Albrecht Šlesvicko-Holštýnsko-Sonderbursko-Glücksburský (11. 9. 1629 Glücksburg – 26. 11. 1631 tamtéž)[14]
- 6. Žofie Hedvika Šlesvicko-Holštýnsko-Sonderbursko-Glücksburská (7. 10. 1630 Glücksburg – 27. 9. 1652 Drážďany)[15][16]
⚭ 1650 Mořic Sasko-Zeitzský (28. 3. 1619 Drážďany – 4. 12. 1681 Zeitz), vévoda sasko-zeitzský od roku 1657 až do své smrti[16][17]
- 7. Adolf Šlesvicko-Holštýnsko-Sonderbursko-Glücksburský (21. 10. 1631 Glücksburg – 27. 1. 1658 Kiel), svobodný a bezdětný[16][18]
- 8. Augusta Šlesvicko-Holštýnsko-Sonderbursko-Glücksburská (27. 6. 1633 Glücksburg – 26. 5. 1701 Augustenborg)[16][19][20]
⚭ 1651 Arnošt Günther I. Šlesvicko-Holštýnsko-Sonderbursko-Augustenburský (14. 10. 1609 Sønderborg – 18. 1. 1689 Augustenborg), vévoda šlesvicko-holštýnsko-sonderbursko-augustenburský od roku 1627 až do své smrti[21][22]
- 9. Kristína Šlesvicko-Holštýnsko-Sonderbursko-Glücksburská (22. 9. 1634 Kodaň – 20. 5. 1701 Delitzsch)[23][16]
⚭ 1650 Kristián I. Sasko-Merseburský (27. 10. 1615 Drážďany – 18. 10. 1691 Merseburg), vévoda sasko-merseburský od roku 1657 až do své smrti[24][25]
- 10. Žofie Dorotea Šlesvicko-Holštýnsko-Sonderbursko-Glücksburská (28. 9. 1636 Glücksburg – 6. 8. 1689 Karlovy Vary)[26]
I. ⚭ 1653 Kristián Ludvík Brunšvicko-Lüneburský (25. 2. 1622 Herzberg am Harz – 15. 3. 1665 Celle), vévoda brunšvicko-lüneburský a kníže calenberský[27][28]
II. ⚭ 1668 Fridrich Vilém I. Braniborský (16. 2. 1620 Berlín – 9. 5. 1688 Postupim), braniborský kurfiřt a pruský vévoda od roku 1640 až do své smrti[29]
- 11. Magdalena Sybila Šlesvicko-Holštýnsko-Sonderbursko-Glücksburská (27. 2. 1639 Glücksburg – 21. 3. 1640 tamtéž)[30][31]
- 12. Hedvika Šlesvicko-Holštýnsko-Sonderbursko-Glücksburská (21. 3. 1640 Glücksburg – 31. 1. 1671 Merseburg), svobodná a bezdětná[31][32]
- 13. Anna Sabina Šlesvicko-Holštýnsko-Sonderbursko-Glücksburská (10. 10. 1641 Glücksburg – 14. 3. 1642 tamtéž)[31][33]
- 14. Anna Šlesvicko-Holštýnsko-Sonderbursko-Glücksburská (14. 1. 1643 Glücksburg – 24. 2. 1644 tamtéž)[31][34]